# Estátua de roca

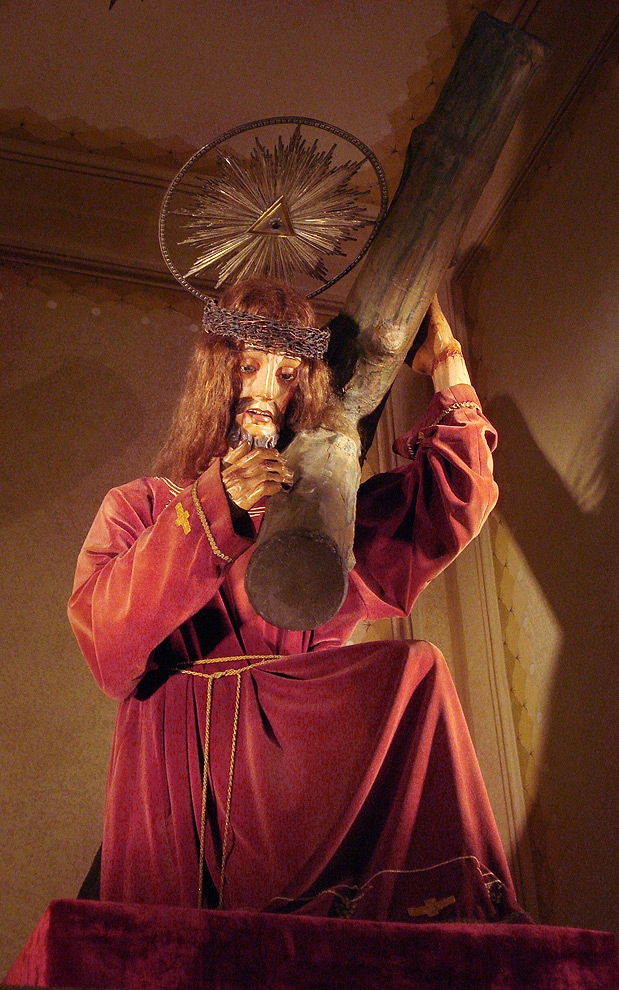
Nosso Senhor dos Passos, estátua de roca na Capela Nosso Senhor dos Passos, Porto Alegre.

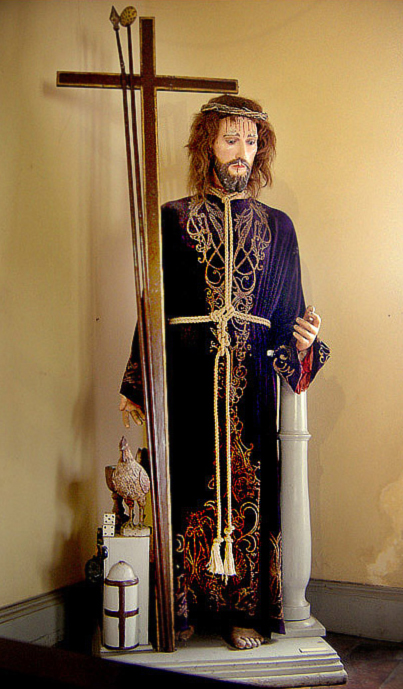
Estátua de roca representando Cristo com os símbolos da Paixão. Museu de Arte Sacra de Pernambuco.

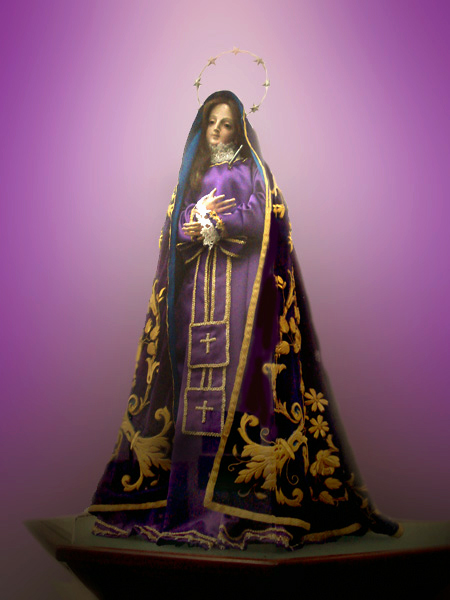
Nossa Senhora das Dores com a espada no coração. Igreja de Nossa Senhora das Dores, Porto Alegre.

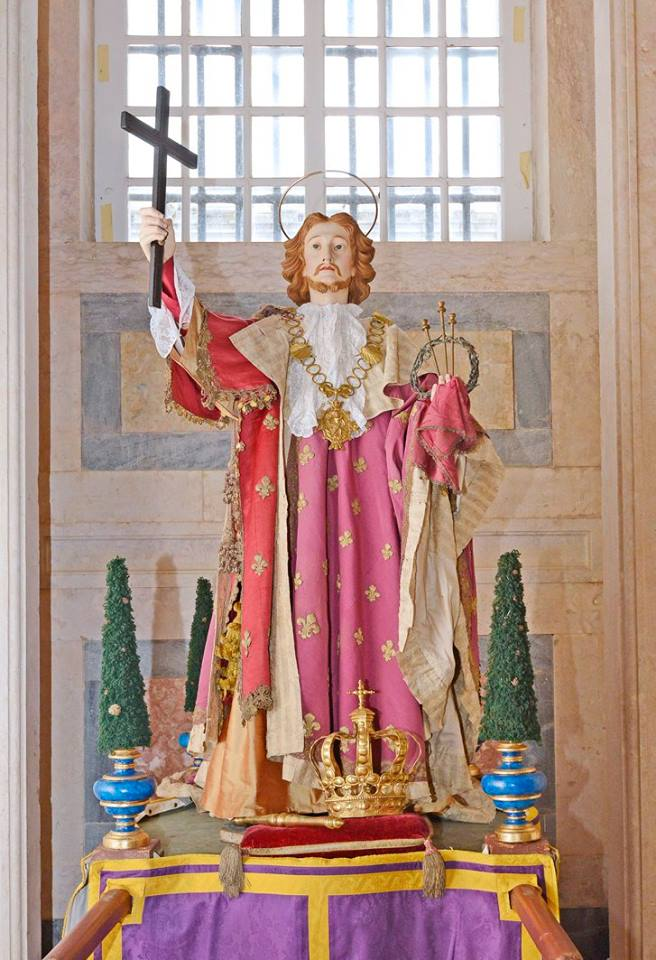
Imagem de São Luís, Real e Venerável Irmandade do Santíssimo Sacramento de Mafra.

Estátua de roca ou imagem de roca designa a tipologia de imagens sacras que se destinam a ser levadas em procissão e que são vestidas com trajes de tecido. Este gênero de imagens adquiriu considerável importância no culto católico especialmente durante o período barroco, estendendo-se até meados do século XIX.

## Origens e características
O culto aos santos ou outros personagens divinos, através de uma iconografia escultórica, existente deste a Antiguidade em muitas das grandes religiões do mundo, recebeu grande incentivo dentro da Igreja Católica após a realização do Concílio de Trento, que confirmou esta prática como válida para a multiplicação da fé. As imagens serviriam para inflamar os sentidos dos fiéis em direção às coisas celestes, atuando como pontes entre o devoto e o ser divinizado que representam, pelas quais aquele poderia estabelecer alguma espécie de comunicação com o retratado e deste receber graças por intermédio de sua imagem. São João da Cruz afirmava que havia uma relação recíproca entre Deus e os fiéis que era mediada pelas imagens.
A estatuária, então, fazia parte de um conjunto de instrumentos usados pela Igreja Católica para invocar emoções específicas nos fiéis e levá-los à meditação espiritual, e deste instrumental fazia parte ainda a construção de cenários nos quais eram inseridas as estátuas a fim de criar ainda maior ilusão de realidade, numa concepção verdadeiramente teatral sistematizada pelo jesuíta Francisco Lang (1645-1725) em sua Dissertatio de actione scenica. Para a consecução deste objetivo mimético as imagens passaram a ser construídas com membros articulados, para que pudessem assumir uma gestualidade eficiente e evocativa, variável de acordo com o progresso da ação cênica, recebiam roupagens que imitassem as de pessoas vivas, e pintura que assemelhasse a carne humana. E para efeitos de maior ilusão seus olhos podiam ser de vidro ou cristal, as cabeleiras naturais, as lágrimas de resina brilhante, os dentes e unhas de marfim ou osso, e a preciosidade do sangue das chagas dos mártires e do Cristo flagelado podia ser enfatizada com a aplicação de rubis.
O dramatismo das cenas se acentuou com o tempo, e as estátuas assumiram feições de impressionante realismo, sendo causa de frequente pranto entre a população que atendia ao drama sacro. São João de Ávila em 1556 já salientava o papel evocativo fundamental desempenhado pela Virgem da Soledade ou das Dores nas representações piedosas, com as espadas a lhe trespassar o coração.
Em verdade o uso do teatro para fins sagrados não nasceu com os jesuítas da Contra-Reforma, mas já era registrado desde bem antes, na Idade Média, cujas representações de Mistérios com marionetes ou atores vivos diante das igrejas e catedrais eram herdeiras das tradições ainda mais remotas dos ritos iniciáticos dos Mistérios pagãos. Contudo, no período barroco, com sua preferência pelos marcantes contrastes emocionais e pela tendência sinestésica de sua arte, e mais com a codificação de Lang embasada em instruções encontradas nos Exercícios Espirituais de Inácio de Loyola (1548), o sistema foi largamente explorado pelo clero e encontrou viva aceitação pela massa dos fiéis, sendo verificada grande irradiação desta dramaturgia para o mundo católico a partir da Espanha, influenciando toda a Europa central e as Américas em suas áreas de dominação ibérica.
Assim, nada melhor para coroar a participação do público devoto na recriação da realidade mística do que permitir que a ação se desenrolasse em espaço aberto, na procissão, onde a movimentação física do fiel ao longo do trajeto poderia propiciar a estimulação da pessoa como um todo, diferentemente da contemplação estática diante de uma imagem em um altar.

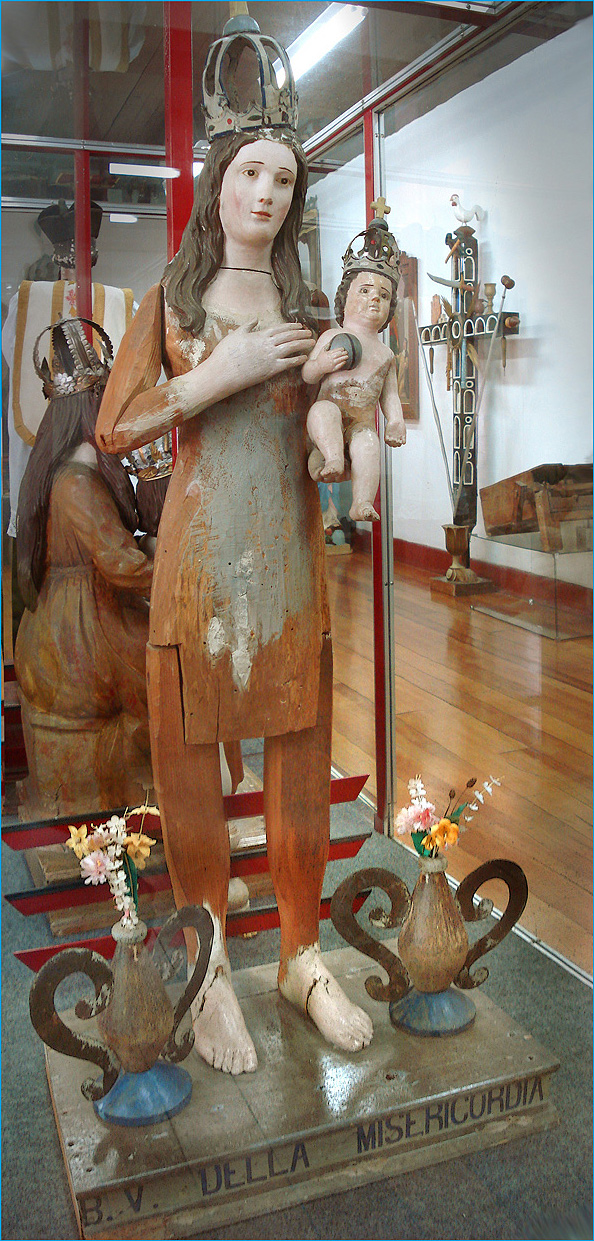
Virgem da Misericórdia. Museu Municipal de Caxias do Sul.

A partir da tradição italiana de teatro os jesuítas conceberam um cenário típico tanto para encenações propriamente ditas como para as procissões: a montanha solitária, ou rocha - la roca, em espanhol. Para fins práticos, para que pudesse ser levada às ruas em procissão, a montanha era usualmente resumida numa sugestão de rochas ou numa gruta, construída sobre carros que eram puxados ao longo do trajeto. Conforme a ocasião, a gruta ou rocha poderiam representar o Monte Sinai, o Monte Tabor, o Monte das Oliveiras, a Gruta da Natividade, a Rocha da Tentação de Cristo ou outros locais impregnados de significação. Algumas vezes o cenário rochoso era substituído por outro arquitetônico, especialmente após o trabalho de Pozzo, codificador da perspectiva ilusionística arquitetônica que viria a ser largamente empregada na decoração de templos católicos. Com os mesmos fins práticos, para aliviar o peso do conjunto, as imagens eram entalhadas apenas parcialmente, com acabamento só nas partes que deveriam ser vistas pelo público, como as mãos, cabeça e pés, e o restante do corpo consistia em uma simples estrutura de ripas ou armação oca coberta pela roupa de tecido.
Seguindo a tendência ibérica, no Brasil a prática das procissões com imagens vestidas e articuladas foi introduzida durante o período da União Ibérica, ganhando força especialmente no século XVIII, perdurando até o século XIX. Apesar das prescrições das Constituições do Arcebispado da Bahia de 1707, recomendando que as imagens de maior vulto fossem talhadas de modo que não necessitassem vestidos de pano, o uso já estava arraigado e as prescrições não foram cumpridas. Os vestidos variavam muito, podendo ser apenas um pano negro lançado sobre uma estátua da Virgem das Dores, a simbolizar seu luto, ou chegar a roupagens completas que imitavam as usadas pela nobreza da época, com brocados, rendas, joias, fitas, sedas, galões ou bordados de ouro e prata, veludos e armações para vestidos, além de resplendores, coroas e diademas, cujo custo amiúde excedia o da própria escultura. Não são raros os casos de uma imagem de particular importância ou devoção dispor de um guarda-roupa com muitas peças diferentes, cada uma adequada a uma festividade especial.

### Tipos e denominação
A classificação das imagens é controvertida. Alguns pesquisadores como Gilka Santana e Valdete Paranhos da Silva chegam a propor quatro categorias para este grupo de imagens de feição variada, chamadas genericamente todas como imagens de roca:
1) as que possuem anatomia completa mas muito simplificada, e vestuário em tecido;
2) as de anatomia parcialmente representada, geralmente até a cintura;
3) as que têm todo o corpo de ripas ou gradeado exceto mãos, pés e cabeça.
4) as com membros articulados.
Obviamente a classificação não é estanque e se observa uma interpenetração de categorias. O mais importante é a distinção entre as imagens de roca verdadeiras, ou seja, as destinadas à participação em cenários - as rocas - levados em procissão, e aquelas destinadas simplesmente a serem vestidas, as imagens de vestir.
Alguns autores, como João Marino, associam o termo roca com a roca de fiar, seja pelo uso da roca na confecção do tecido que era usado para vestir as imagens, seja por causa da semelhança da forma de certo tipo de fuso onde se enrolava o fio, ou do bojo da vara para a rama do algodão destinada ao tear, com as estruturas abauladas de ripas do corpo das estátuas de representação incompleta. Cabe ressaltar que referências antigas (Rafael Bluteau, 1722) distinguem claramente as imagens de roca das imagens de vestir, mas indicando a possibilidade de imagens de roca serem igualmente vestidas. Conclui-se por fim que todas as imagens de roca são também de vestir, mas nem todas as imagens de vestir são de roca.
Com o passar do tempo, a partir de meados do século XIX, a religião e suas expressões foram paulatinamente mudando de caráter, os exageros dramáticos caíram em desuso, e as imagens de roca começaram a perder sua função, mas ainda são encontradas em muitos altares de templos coloniais e ocasionalmente ainda saem em procissões, se bem que sem aquela teatralidade original.